# Hollywood 90028
Hollywood 90028 és una pel·lícula d'explotació estatunidenca del 1973 escrita, produïda i dirigida per Christina Hornisher i protagonitzada per Christopher Augustine i Jeannette Dilge. Segueix un director de fotografia aïllat a Los Angeles amb sentiments d'alienació que el porten a l'assassinat.
Completada el 1973, la pel·lícula no es va estrenar als cinemes fins a finals de 1976. Va rebre reestrenes posteriors durant els anys següents sota títold alternatiud com The Hollywood Hillside Strangler i Twisted Throats.
Hollywood 90028 no va rebre distribució televisiva ni cap llançament de mitjans domèstics fins al 2024, després que fos redescoberta i restaurada per Grindhouse Releasing. La pel·lícula es va projectar al LVI Festival Internacional de Cinema Fantàstic de Catalunya l'octubre de 2023 i va tenir més compromisos cinematogràfics durant l'any següent abans que Grindhouse emetés un llançament en Blu-ray l'octubre de 2024.

## Argument
Mark, un fotògraf autònom de 29 anys d'Indiana, s'ha establert a Los Angeles per convertir-se en director de fotografia. Mark està obsesionat pels records de la seva mare dominant i atordit per la culpa per haver causat accidentalment la mort del seu germà petit durant la seva infància. Es troba lluitant per mantenir una carrera a Califòrnia, i es veu relegat a rodar curts bucles de pornografia per a Jobal, un productor de mala qualitat. També està frustrat sexualment i no pot tenir relacions sexuals amb dones, sinó d'estrangular-les fins a la mort.
A través de la seva experiència rodant pornografia, coneix a Michele, una actriu pornogràfica amb qui comença a formar una estreta companyia a mesura que els dos s'uneixen pels seus orígens del Midwest i l'interès per l'art. Michele està en una relació compromesa que Mark respecta, i els dos mantenen una amistat platònica. Els dos van a fer una caminada al Mount Lee fins al Hollywood Sign. Mark confessa a Michele els seus sentiments de solitud i alienació, i ella li correspon explicant el seu amor infantil pel cinema, cosa que la va portar a abandonar la seva petita ciutat natal de Nebraska per anar a Califòrnia. Ella narra el seu propi descens al treball sexual i, finalment, a la pornografia, que l'ha deixat amb sentiments d'abatiment.
Un matí, en Mark ofereix a la Gretchen, una jove autoestopista xerraire, un viatge a la platja. Ambdós hi passen una estona junts  i lloguen un vaixell junts. Mark finalment s'enfada per la conversa incessant de Gretchen i l'escanya fins a la mort abans de llençar el seu cos a l'aigua. Mark aconsegueix convèncer l'ancià propietari del vaixell que va deixar Gretchen a la costa. Mark torna a casa on escolta un missatge de Michele al contestador automàtic: ella confessa que, tot i cuidar-lo, ja no vol veure'l, ja que sent que està compromès a romandre en un estat d'infelicitat.
Mark visita Michelle al seu apartament, i aparentment els dos han tingut sexe. Al matí, Mark es desperta i descobreix que Michele és morta, després d'haver estat estrangulada per ell la nit anterior. Poc després, Mark es penja de Hollywood Sign, gravant el seu propi suïcidi amb la seva càmera de 8 mm.

## Repartiment
- Christopher Augustine com a Mark
- Jeannette Dilger com a Michele
- Dick Glass com a Jobal
- Gayle Davis com a Gretchen
- Ralph Campbell com a productor
- Kia Cameron com a Carol
- Dianna Huntress com a víctima hippie
- Beverly Walker com a Karen

## Llançament
Tot i que es va completar el 1973 i la Motion Picture Association of America li va atorgar una qualificació R, el primer llançament conegut de la pel·lícula va tenir lloc a Los Angeles tres anys més tard, el 26 d'agost de 1976. Segons la Biblioteca de l'Acadèmia de les Arts i les Ciències Cinematogràfiques, el tall de la pel·lícula estrenada en aquest moment va durar 90 minuts. La pel·lícula es va reeditar el 1978 amb un tall alternatiu de 76 minuts sota el títol The Hollywood Hillside Strangler. Altres títols alternatius foren Insanity i Twisted Throats.
Una versió retallada, amb un temps d'execució de 73 minuts 50 segons, i amb el títol Insanity, va ser llançada al Regne Unit en VHS i Betamax per Go Video el novembre de 1982.

### Restauració
Hollywood 90028 mai es va emetre a la televisió ni es va estrenar en mitjans domèstics en VHS o DVD. L'any 2023, la pel·lícula va rebre una restauració 4K de Grindhouse Releasing, i es va exhibir en sales al LVI Festival Internacional de Cinema Fantàstic de Catalunya l'octubre d'aquell any. Es va projectar als Estats Units al maig i juny del 2024, principalment als cinemes Alamo Drafthouse amb projeccions addicionals al Hollywood Theatre de Portland, el New Beverly Cinema i l'American Cinematheque.
Grindhouse Releasing va donar a la pel·lícula una edició de col·leccionista Blu-ray a través de la seva botiga en línia limitada a 2.000 unitats, que es va llançar i es va esgotar l'octubre de 2024. Aquesta edició inclou una funda exclusiva amb l'il·lustració del pòster alternatiu de la pel·lícula sota el títol The Hollywood Hillside Strangler. Està previst que s'estreni una edició estàndard per a col·leccionistes el 26 de novembre de 2024.